# Alastair Pilkington
Sir Alastair Pilkington (* 7. Januar 1920; † 5. Mai 1995) war ein britischer Ingenieur.
Nachdem er die Sherborne School und das Trinity College in Cambridge besucht hatte, trat er in die Armee ein. Nach Ende des Zweiten Weltkriegs war er in der Glasindustrie für die Firma Pilkington tätig, zu deren Eigentümerfamilie keine verwandtschaftliche Beziehung bestand. Dort arbeitete er an der technischen Umsetzung des Floatglasverfahrens. Das am 20. Januar 1959 der Öffentlichkeit vorgestellte neue Produktionsverfahren ersetzte bald das bis dahin übliche Walzen oder maschinellen Ziehen. 1970 wurde er zum Ritter geschlagen und in das Central Advisory Council of Science and Technology berufen.

## Auszeichnungen
- Mullard Award 1968
- John Scott Award 1969
- Ehrendoktor der Loughborough University
- Fellow der Royal Society
- Fellow des Institute of Science and Technology der University of Manchester